# Zaprionus aungsani
Zaprionus aungsani är en tvåvingeart som beskrevs av Addison Wynn och Masanori Joseph Toda 1988. Zaprionus aungsani ingår i släktet Zaprionus och familjen daggflugor.
Artens utbredningsområde är Myanmar. Inga underarter finns listade i Catalogue of Life.